# Электренай
Электре́най (лит. Elektrėnai) — город в Литве, центр самоуправления в Вильнюсском уезде, один из самых молодых городов Литвы.

## Положение и общая характеристика
Расположен на магистрали E 85 (в литовской кодировке A1) Вильнюс — Каунас — Клайпеда, на полпути между Вильнюсом (приблизительно в 49 км) и Каунасом. Уровень над морем 95-112 м в Балтийской системе высот. В 5 километрах от города находится железнодорожная станция Каугонис.

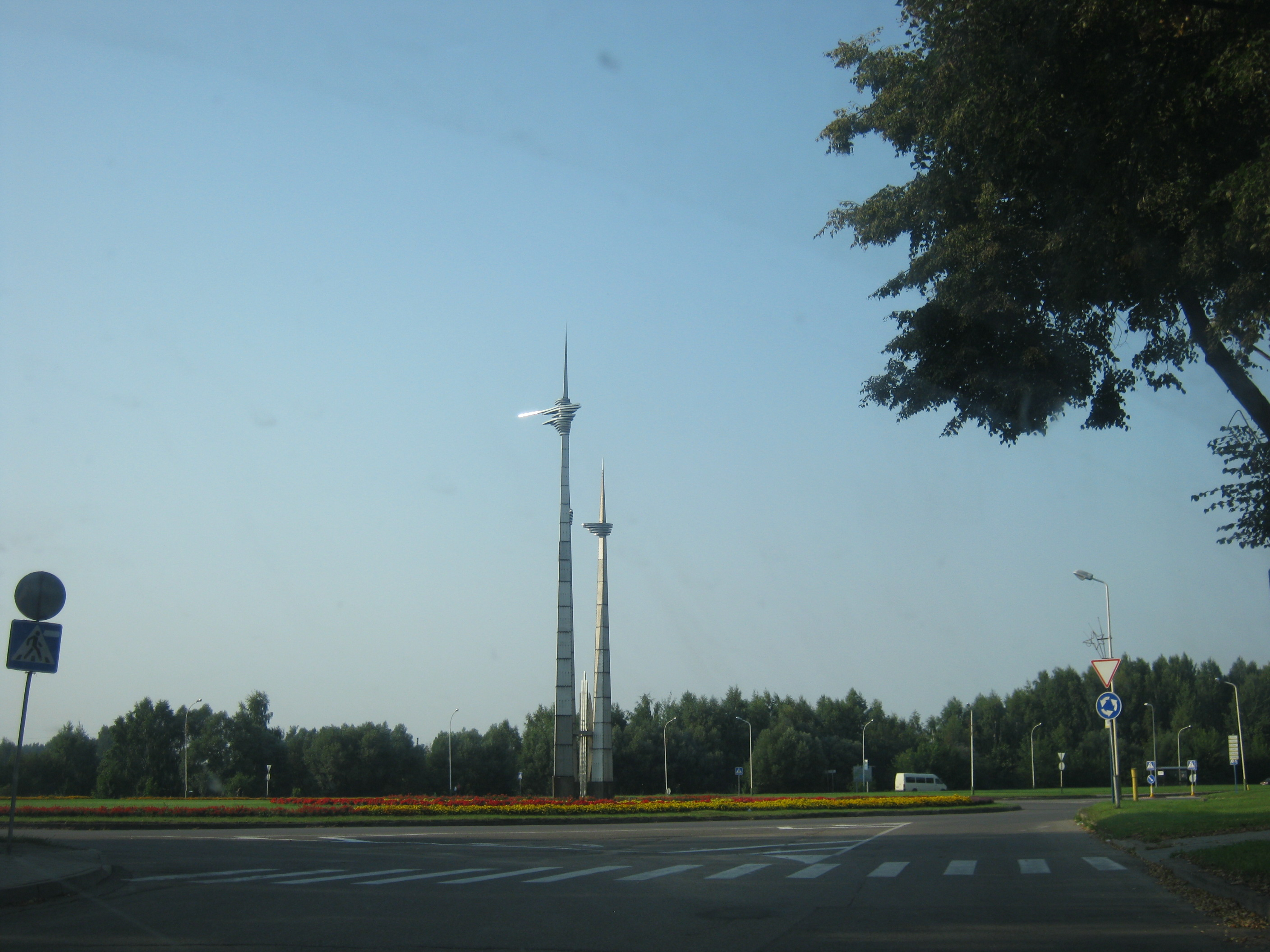
Скульптура «Гимн труду» (1975, скульптор Юозапас Кястутис Патамсис), один из символов города

## Название
Название искусственного происхождения, образованное с использованием корня существительного elektra («электричество») и характерного для названий населённых пунктов суффикса и окончания множественного числа -ėnai.

## Герб и гимн
Герб и флаг утверждены в мае 2000. Герб изображает три молнии и две звезды на синем фоне.
Верхняя звезда символизирует современный город и его огни. Нижняя — деревни, затопленные в процессе формирования водохранилища для электростанции. Автор герба и флага — Роландас Римкунас (Rolandas Rimkūnas).
Гимном города считается написанная в 1964 году песня «Огни Электренай» (лит. Elektrėnų žiburiai), музыка Эдуардаса Бальсиса, слова Стасиса Жлибинаса.

## История
Город возник как посёлок городского типа при строительстве тепловой конденсационной электростанции, строительство которой велось с 1960. Датой начала строительства считается 18 июля 1961, когда был заложен символический закладной камень электростанции под названием «Литовская ГРЭС им. В. И. Ленина». 19 апреля 1962 года Электренай получил статус посёлка городского типа. К 1972 была достигнута проектная мощность второй очереди. Ныне электростанция работает на 3 процента своей мощности. Авторы городского проекта Бируте Касперавичене и Kазимерас Бучас.
В 2000 году Электренай получил статус города и стал центром Электренского самоуправления.

## Население
| 1959    | 1965    | 1970    | 1976    | 1979    | 1979    | 1985    | 1989    | 2001    | 2001    | 2002    | 2003    |
| ------- | ------- | ------- | ------- | ------- | ------- | ------- | ------- | ------- | ------- | ------- | ------- |
| 153     | ↗4500   | ↗6646   | ↗7800   | ↗8466   | ↗8652   | ↗13 200 | ↗15 742 | ↘14 078 | ↘14 050 | ↘13 803 | ↘13 694 |
| 2004    | 2005    | 2005    | 2006    | 2006    | 2007    | 2007    | 2008    | 2008    | 2009    | 2009    | 2010    |
| ↘13 546 | ↘13 346 | ↗13 819 | ↘13 142 | ↗13 889 | ↘13 872 | ↘13 005 | ↘12 839 | ↗13 818 | ↘12 645 | ↗13 686 | ↘12 501 |
| 2010    | 2011    | 2011    | 2012    | 2013    | 2014    | 2015    | 2016    | 2017    | 2018    | 2019    | 2020    |
| ↗13 663 | ↘12 058 | ↘12 012 | ↘11 847 | ↘11 699 | ↘11 592 | ↘11 566 | ↘11 377 | ↘11 177 | ↗11 262 | ↗11 269 | ↗11 585 |
| 2021    | 2022    | 2023    |         |         |         |         |         |         |         |         |         |
| ↘11 255 | ↗11 417 | ↗11 753 |         |         |         |         |         |         |         |         |         |

## Торговля и сфера и услуг
В Электренае работает супермаркет Maxima XX, супермаркет IKI, Norfa XXL.

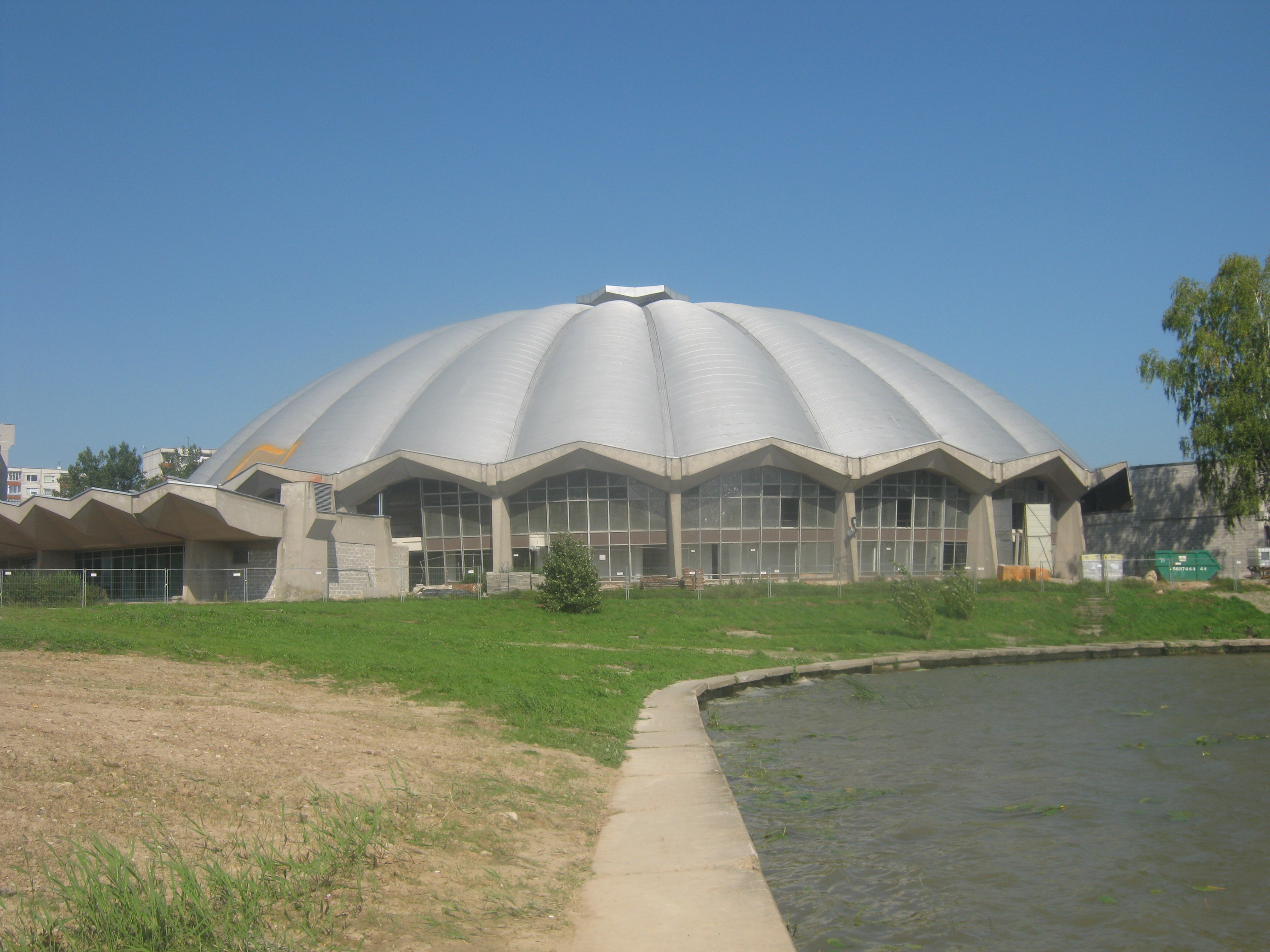
Ледовый дворец (1976, архитектор А. Юсявичене)

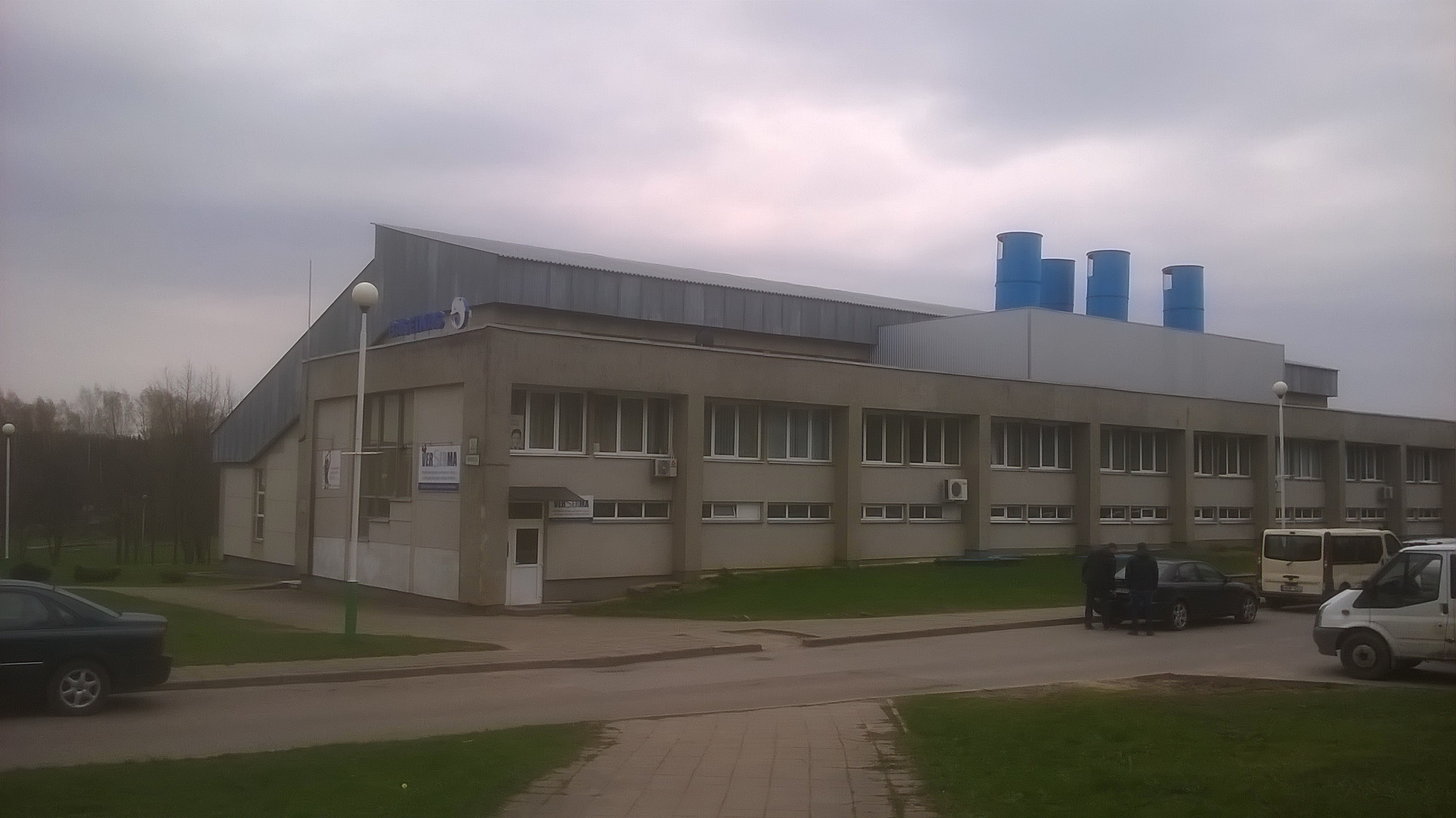
50-метровый плавательный бассейн

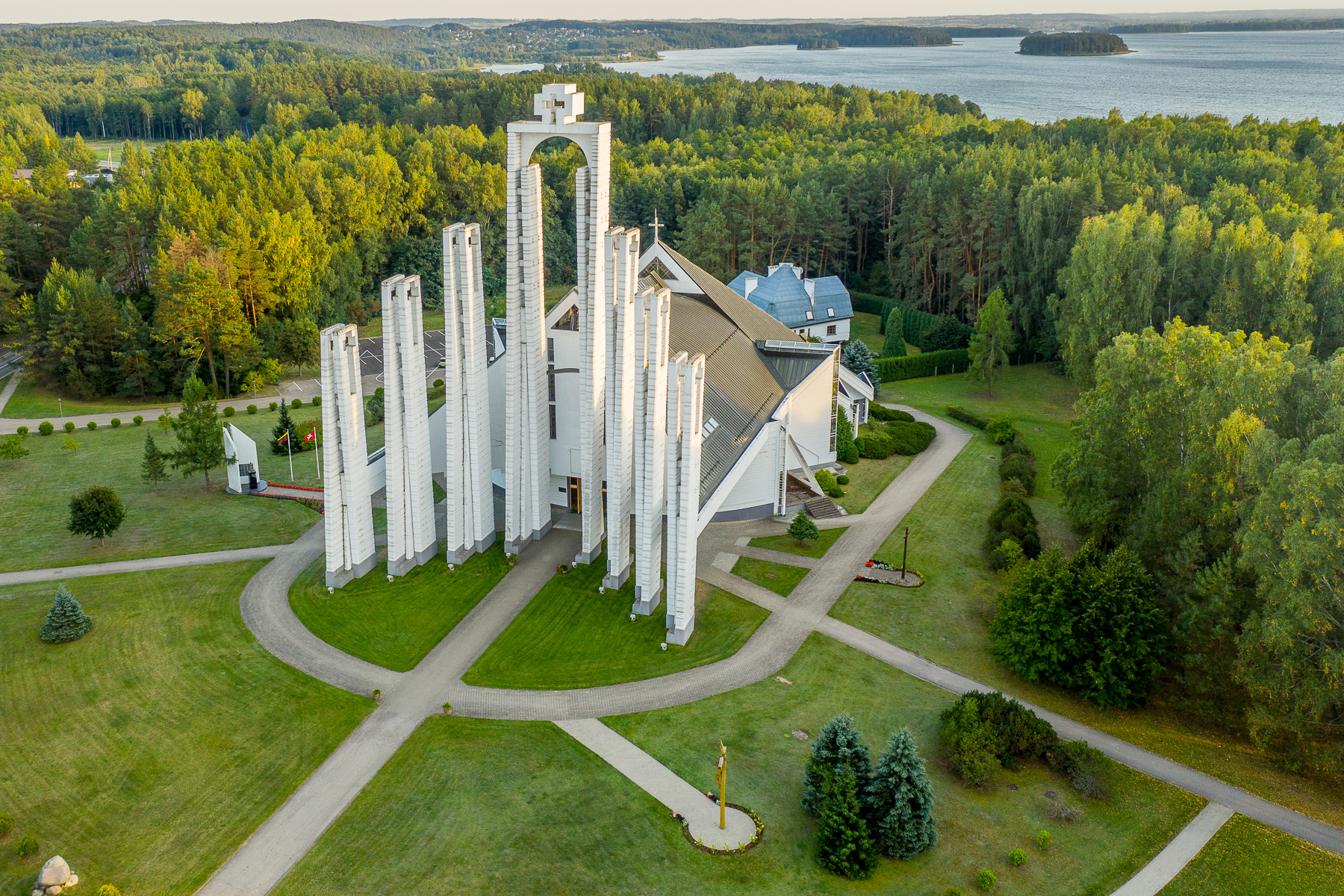
Церковь

## Спорт
Электренай известен сильной хоккейной школой — в 1977 году тут была открыта лучшая в Литве крытая ледовая арена.
Хоккейная команда «Энергия» — многократный чемпион Литвы.
В городе есть 3 детские команды по хоккею, участвующие в детских чемпионатах Лиги Литвы.
Есть стадион и крытый 50-метровый плавательный бассейн — один из четырёх бассейнов такой длины в Литве.
Футбольная команда «Электренай» выступает в III лиге Литвы.
Возле города находится Электренайское водохранилище, пользующееся спросом среди виндсёрферов.

## Известные уроженцы
- Дарюс Каспарайтис (1972) — советский, российский и литовский хоккеист, олимпийский чемпион 1992 года.
- Дайнюс Зубрус (1978) — литовский хоккеист.

## Города-побратимы
- Жолква, Украина
- Новы-Двур-Мазовецки, Польша
- Форли, Италия
- Маарду, Эстония
- Шёвде, Швеция

## Парк аттракционов
Парк аттракционов открылся в Электренае в 1976 году. В парке установлены первые в СССР стационарные американские горки, первое в Литве колесо обозрения (высота около 30 м), и многие другие аттракционы. В парке действует тир, 2 батута и зал игровых автоматов.